# 지구에서의 2만일
지구에서의 2만일(20,000 Days on Earth)은 영국에서 제작된 이아인 포사이스, 제인 폴라드 감독의 2014년 다큐멘터리, 드라마 영화이다. 닉 케이브 등이 주연으로 출연하였다.

## 출연

### 주연
- 닉 케이브
- 수지 빅
- 워렌 엘리스
- 데리언 리더